# Rogberga kyrka

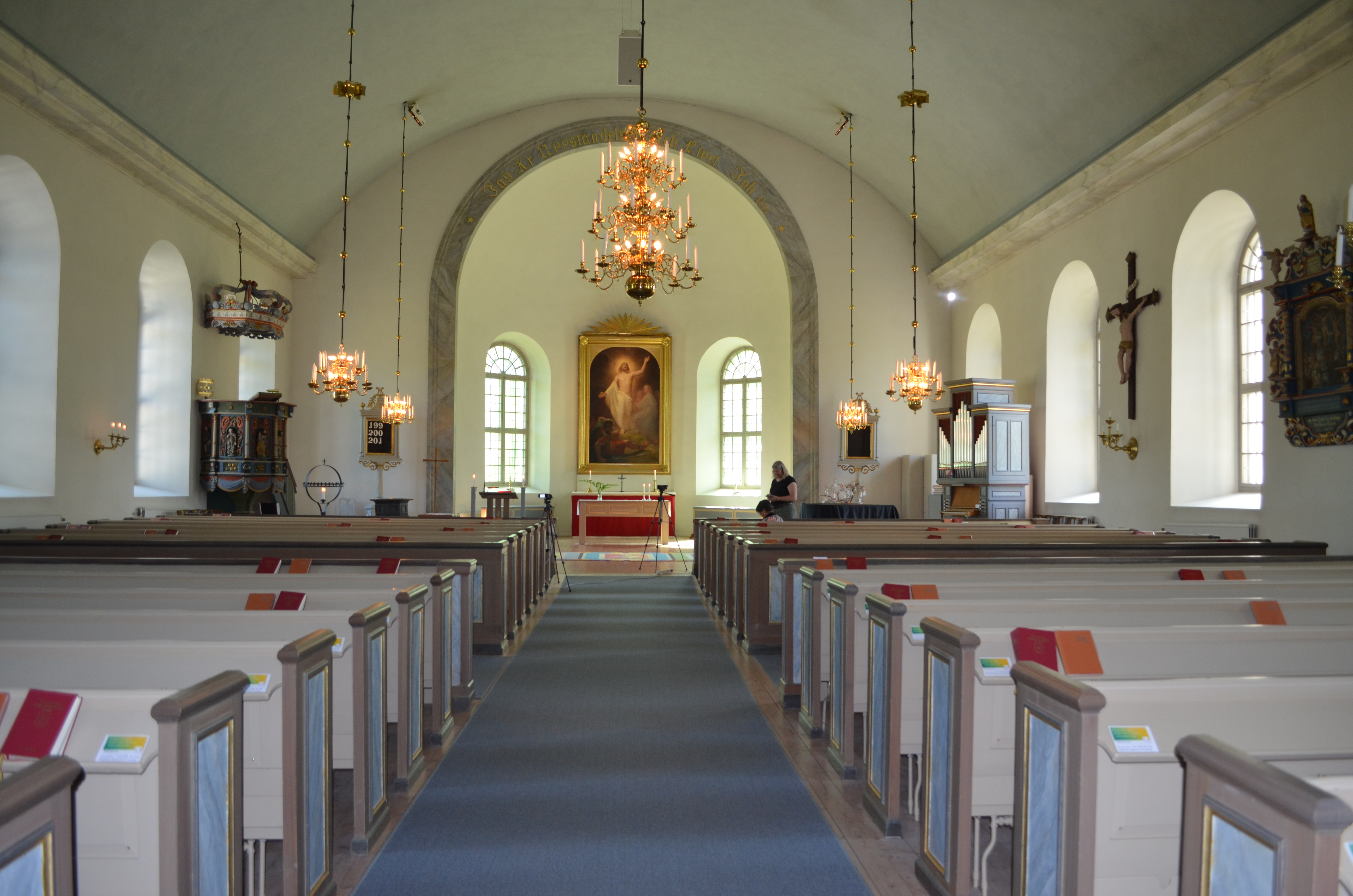
Kyrksalen

 Rogberga  kyrka är en kyrkobyggnad i Rogberga i Växjö stift. Den är församlingskyrka i Rogberga-Öggestorps församling.

## Kyrkobyggnaden
Troligen var den första kyrkan i Rogberga en mindre träkyrka, som under medeltiden ersattes av en stenkyrka bestående av ett långhus med avslutande rak korvägg. Medeltidskyrkan blev utsatt för skövling  av danska trupper dels vid Nordiska sjuårskriget 1567 och dels 1612. Den eldhärjades 1642 men iståndsattes och var sockenkyrka fram tills den nya kyrkan blev färdig.
År 1869 togs den nya kyrkan i bruk. Det är en  byggnad i empirestil uppförd av byggmästare Anders Pettersson från Värsås i sten med långhus av  salkyrkotyp som avslutas med en halvrund kordel i öster. Sakristian är belägen på norra sidan. Västtornet som är byggt i tegel avslutas med en åttasidig lanternin och en hög spira krönt av ett kors.

## Inventarier
- Dopfunt i  ek från 1600-talet.
- Altartavla med motiv: ”Uppståndelsen”, utförd 1869 av professor Mårten Winge.
- Altaruppsats utförd under 1600-talet.
- Krucifix tillverkat under 1500-talet.
- Predikstol  förfärdigad 1660  av Johannes Wem, Jönköping. Under 1700-talet försågs den med fem bilder: Kristus och apostlarnaJohannes, Judas, Jakob och Petrus.

### Orgel
- 1772 bygger Jonas Wistenius, Linköping en orgel med 9 1⁄2 stämmor.
- 1868 utökar Erik Nordström orgeln till 11 stämmor.
- Den nuvarande orgeln är byggd 1937 av A Magnussons Orgelbyggeri AB, Göteborg och är en pneumatisk orgel. Orgeln har fria och fasta kombionationer. Automatisk pedalväxling och registersvällare. Fasaden är från 1772 års orgel.

| Huvudverk I      | Svällverk II        | Pedal         | Koppel    |
| Borduna 16´      | Violinprincipal 8´  | Subbas 16´    | I/P       |
| Principal 8´     | Rörflöjt 8´         | Ekobas 16´    | II/P      |
| Gedackt 8´       | Salicional 8´       | Gedackt 8´    | II/I      |
| Fugara 8´        | Voix celeste 8'     | Violoncell 8' | I 4'/I    |
| Gamba 8'         | Gemshorn 4'         |               | II 16'/I  |
| Oktava 4'        | Flöjt 4'            |               | II 16'/II |
| Cornett 3-4 chor | Waldflöjt 2'        |               | P 4'/P    |
| Trumpet 8'       | Sesquialtera 2 chor |               |           |
|                  | Krumhorn 8'         |               |           |
|                  | Crescendosvällare   |               |           |

- Kororgel invigd 1995 och byggd av Västbo Orgelbyggeri, Långaryd.

### Webbkällor
- Rogberga kyrka Riksantikvarieämbetet
- Sv Kyrkan i Rogberga
- Historiska museet: bildvärld
- Wikimedia Commons har media som rör Rogberga kyrka.